# Luigi Alamanni
Luigi Alamanni (6. března 1495 Florencie – 18. dubna 1556 Amboise) byl italský básník, prozaik a dramatik. Zasloužil se o zavedení epigramu do italské poezie.

## Životopis
Luigi se narodil do rodiny Piera Alamannia (1469), obchodníka s vlnou, politika, promedicejského vyslance a Ginevry roz. Paganelliové (1473). Studoval filozofii u Francesca Cattaniho da Diacceta, žáka Marsilia Ficina, a u Giovanniho di Bernarda Rucellaie.
V kulturním kroužku, který se scházel v Rucellaiově domě, slavném Orti Oricellari, kde sídlila Platónská akademie, navázal vztahy se Zanobim Buondelmondem, s Machiavellim a s významným učencem a spisovatelem z Vicenzy Gianem Giorgiem Trissinem.
Byl obětí politických bouří, které zmítaly Florentskou republikou. Po smrti Lva X (1521) úpěla Florencie pod krutovládou kardinála Giulia di Giuliano de Medici. V roce 1522 se Alamanni zapletl do spiknutí proti kardinálovi. Spiknutí bylo vyzrazeno a Alamanni prchl nejprve do Benátek a potom, když se Giulio stal papežem (jako Kliment XII.), uprchl do Francie, kde získal pocty a ochranu u Františka I., Jindřicha II. a Kateřiny Medicejské.
Roku 1527 se vrátil s vojsky římského císaře Karla V. zpět do Florencie – avšak florentští republikáni mu nedůvěřovali, musel znovu utéct do Janova a odtud s Andreou Doriou do Španělska.
Luigi se potom ještě dvakrát nakrátko ocitl v Itálii: r. 1544 jako vyslanec Františka I. u císaře Karla V., po míru v Crespy, a r. 1551, kdy ho Jindřich II. vyslal vyjednávat s republikou Janovskou o spojenectví: jednání ale ztroskotalo. Byl také vyslancem v Anglii v roce 1553 u příležitosti zvolení Marie Tudorové královnou.

### Rodina
Luigi se oženil s Alessandrou Serristoriovou (1495/1497–1542) již ve Florencii, ale ta ho do Francie nenásledovala. S ní měl čtyři děti: Simonu Machiavelli (1522/1524), Constanzu De Medici (1525–1628), Giovanniho Battistu (?–1582), biskupa z Bazasu a Mâconu a Niccolòa (?–1588), velitele francouzské armády, který se postavil na stranu Piera Strozziho při obraně Sieny proti Cosimovi I.
Když Alessandra v roce 1542 zemřela, na pařížském dvoře ji mezitím nahradila milenka Batina Larcara, vdova po Ottobonu Spinolovi, který byl pokladníkem krále. V jeho dílech vystupuje pod pseudonymem Ligura Planta.
Poté, co ovdověl, se Luigi oženil s Magdalenou Bonaiutiovou, později Gondiovou (1524–1580), florentskou dámou z družiny Kateřiny Medicejské. Svatba se konala u dvora v roce 1543.

### Tvorba
Alamanni byl po několik staletí považován za jednoho z největších italských básníků. Napsal velké množství básní, které se vyznačují čistotou a dokonalostí stylu. Nejlepší je didaktická báseň le Coltivazioni napsaná podle Vergiliových Georgik. Napsal též tragédii Antigona (překlad Sofoklova díla) a komedii Flora (podle Terenzia), pak Epigrammi a dvě epické básně méně zdařilé: Girone il Cortese (podle stejnojmenného francouzského románu) a špatné napodobení Iliady Avarchide. S Trissinem zavedl volný verš, verso sciolto, jenž teprve později slavil své triumfy.
Alamanni je vedlejším mluvčím v Machiavelliho L'arte della Guerra (Umění války), knize strukturované jako dialog mezi skutečnými osobami, které Machiavelli znal, a odehrávající se v zahradách Cosima Rucellaie. V této knize je Alamanni přítomen jako věrný přítel hostitele a je zmíněn jako nejmladší z přítomných Rucellaiových přátel.
Básnířka Isabella di Morra věnovala Alamannimu sonet Non sol il ciel vi fu largo e cortese (Nejenže k tobě bylo nebe široké a milostivé). Alamanniho si velmi vážil Giuseppe Parini, který ve své básni Il giorno (Den) připomíná le Coltivazioni: "i campi / all'orecchio del re furo cantati / lungo il fonte gentil de le bell'acque" (Ráno I, 197–199).

## Dílo
- 14 Ecloghe in endecasillabi sciolti, composte nel 1519 ed imitate da Teocrito
- la tragedia Antigone, traduzione in endecasillabi e settenari dell'omonima opera di Sofocle, iniziata nel 1520 e stampata nel 1527 a Firenze; venne ispirata dalla Sofonisba del Trissino e dalla Rosmunda di Giovanni di Bernardo Rucellai entrambe rappresentate agli Orti Oricellari nel 1516
- 30 Elegie del 1522–1525, in terzine, divise in 4 libri, ispirate a Properzio, Tibullo, Callimaco e Fileta
- 12 Satire del 1524–1527, in terzine
- una orazione ai Fiorentini, stampata a Firenze nel 1529
- vari Salmi penitenziali in terzine
- tre poemetti, anteriori al 1532, di ispirazione ovidiana e alessandrina, simili a quelli coevi di Bernardo Tasso: la Favola di Narciso in ottave, il Diluvio romano e la Favola di Atlante in sciolti
- molti testi sono raccolti nei famosi due volumi delle Opere toscane, stampate a Lione nel 1532 e dedicate a Francesco I di Francia: 17 Selve in endecasillabi sciolti divise in 3 libri e composte nel 1527–1528, di imitazione staziana; le stanze; moltissimi sonetti; 8 inni ad imitazione di Pindaro in settenari fittamente rimati; il poemetto in sciolti la Favola di Fetonte, sempre di ispirazione ovidiana, e ancora l'Antigone
- le Coltivazioni, dedicate sempre a Francesco I di Francia iniziate nel 1530 e pubblicate a Parigi nel 1546, un poemetto di endecasillabi sciolti diviso in VI parti, ispirato alle Georgiche virgiliane e alle Api di Giovanni di Bernardo Rucellai. Le coltivazioni ebbero un grandissimo successo: esse sono il primo dei poemi sulle colture agrarie che si moltiplicheranno soprattutto nel Settecento (si ricordi almeno la Coltivazione del riso dello Spolverini), ma nessuno di essi unirà, come l'opera del fiorentino, armonia di versi e penetrazione delle tecniche e procedure in uso nelle campagne del suo tempo
- 122 Epigrammi in endecasillabi rimati, sul modello dell'Antologia Palatina, dedicati alla figlia di Francesco I, composti nel 1546 ma pubblicati postumi nel 1587 a Parigi
- il romanzo in ottave Girone il Cortese, stampato a Parigi nel 1548, una lunga traduzione di quasi 30 000 versi dell'omonimo romanzo francese in prosa; fu dedicato a Enrico II di Francia
- il poema epico Avarchide composto dal 1550 ma pubblicato postumo a Firenze nel 1570, che tratta dell'assedio di Bruges (in latino Avaricum) ed è composto a imitazione dell'Iliade omerica e del francese Lancelot du Lac. Nel poema si immagina che nel 500 d.C. vi sia un conflitto tra i Celti cristiani e i Germani pagani
- la commedia Flora, in versi sdruccioli di sedici sillabe, stampata a Firenze nel 1556 e rappresentata al Carnevale di Fontainebleau di quell'anno, che attinge all'Andria e al Phormio di Terenzio
- una novella di gusto boccacciano appartenente alla primissima produzione fu pubblicata per la prima volta in Notizia de' novellieri italiani posseduti dal conte A. M. Borromeo, con alcune novelle inedite, Bassano 1794
- la traduzione dell'Epitalamio di Teti e Peleo di Catullo, anche esso appartenente alla primissima produzione, fu pubblicata da A. Tambellini per le nozze Bonini-Gobbi, Rimini, 1888
- le opere tutte si rileggono in Versi e prose di Luigi Alamanni, a cura di Pietro Raffaelli, 2 voll. (Firenze 1859)

### V češtině
- Bianca – úvod František Sekanina, přeložil Vlad. Rovinský; in: 1000 nejkrásnějších novel... č. 79. Praha: J. R. Vilímek, 1914